# Marcus Grønvold
Marcus Fredrik Steen Grønvold, född 1845, död 1929, var en norsk konstnär. Han var bror till Berndt Grønvold.
Grønvold var en mycket produktiv konstnär, vars verk omfattar historiemåleri, genremåleri, interiörer, porträtt, arkitekturmåleri med mera.